# Autonomie
Als Autonomie (altgriechisch αὐτονομία autonomía ‚Eigengesetzlichkeit‘, ‚Selbstständigkeit‘, aus αὐτός autós ‚selbst‘ und νόμος nómos ‚Gesetz‘) bezeichnet man den Zustand der Selbstbestimmung des freien Willens, deren der Mensch als vernünftiges Wesen fähig ist. Ihr Gegenteil ist die Heteronomie, die Fremdbestimmung.
Sie ist in der idealistischen Philosophie die Fähigkeit, sich als Wesen der Freiheit zu begreifen und aus dieser Freiheit heraus zu handeln. Auch wird die Existenz von Autonomie in der Ethik als ein Kriterium herangezogen, nach dem Individuen ethische Rechte zugeordnet werden können. Ein zentrales Ziel jeder philosophischen Theorie der Autonomie ist, die Eigenschaft und Fähigkeit zu bestimmen, aufgrund derer Personen in der Lage sind, ihr Leben als eigenes autonom zu führen. Nach allgemein geteilter Ansicht muss eine autonome Person zumindest in der Lage sein, eine kritische Selbstbewertung der eigenen Werte und Normen durchzuführen, wenn sie aufgrund von Kritik oder neuen Problemkonstellationen dazu aufgefordert wird.

## Philosophie

### Giovanni Pico della Mirandola
Giovanni Pico della Mirandola stellt in seinem Werk Über die Würde des Menschen die Autonomie als besondere, gottgegebene Gabe des Menschen dar, die ihn von den Tieren unterscheidet. Er beschreibt, dass Gott, als er sämtliche Geschöpfe auf der Erde erschaffen hatte, als letztes den Menschen schuf (siehe Schöpfungsgeschichte), also ein Wesen, das seine Schöpfung beurteilen konnte. Weil er alle besonderen Fähigkeiten bereits verteilt hatte, stellte Gott den Menschen in die Mitte der Welt und ließ ihn als einziges von allen Geschöpfen an allen Fähigkeiten teilhaben, sodass sich der Mensch als personales Wesen seinen Platz in der Welt selbst suchen kann.
Ein Autonomieverständnis, wie es Giovanni Pico della Mirandola entwarf, war grundlegend für die philosophische Strömung des Personalismus, wird aber in der heutigen Diskussion, die manchen Tieren Autonomie zugesteht und davon Rechte ableitet, als nicht mehr zeitgemäß betrachtet.

### Immanuel Kant
Die Autonomie in der Ethik ist nach dem klassischen Philosophen Immanuel Kant der Grund allen moralischen Handelns und aller Verbindlichkeit und Pflicht. Der Mensch bestimmt sich nach seinem sittlichen Wollen und Handeln autonom, wenn es ihm nicht um inhaltlich angebbare Ziele geht, sondern allein um das Prinzip der gesetzmäßigen Gültigkeit seines Handelns. Der Wille ist dann rein formal bestimmt (siehe kategorischer Imperativ). Materielle Bestimmung des Willens dagegen bedeutet Fremdbestimmung.

„Autonomie des Willens ist die Beschaffenheit des Willens, dadurch derselbe ihm selbst (unabhängig von aller Beschaffenheit der Gegenstände des Wollens) ein Gesetz ist. Das Prinzip der Autonomie ist also: nicht anders zu wählen, als so, dass die Maximen seiner Wahl in demselben Wollen zugleich als allgemeines Gesetz mit begriffen seien.“

Die ethische Autonomielehre Kants richtet sich gegen den Eudämonismus (Glückseligkeit als Ziel allen Strebens), vor allem aber gegen die katholische Morallehre seiner Zeit, die zu seiner Zeit den sittlichen Willen fast ausschließlich einer Fremdgesetzlichkeit (d. h. einer Heteronomie) unterwirft. Kants Position stand der damaligen protestantischen Ethik näher, der zufolge der „gute Christ“ allein aufgrund seines Glaubens an Gott sittlich handle. Es ging Kant allerdings um die Begründung einer konfessions- und religionsübergreifenden Vernunftethik.

„Die Autonomie des Willens ist das alleinige Prinzip aller moralischen Gesetze und der ihnen gemäßen Pflichten […]. Also drückt das moralische Gesetz nichts anders aus, als die Autonomie der reinen praktischen Vernunft, d. i. die Freiheit, und diese ist selbst die formale Bedingung aller Maximen, unter der sie allein mit den obersten praktischen Gesetzen zusammenstimmen können.“

Die reale Möglichkeit der Autonomie hängt nach Kant von der Überwindung gegebener Formen der Abhängigkeit und Fremdbestimmung ab, auch wenn diese eine gewisse Sicherheit zu bieten scheinen. In diesem Sinn fordert Kant in seiner Schrift Beantwortung der Frage: Was ist Aufklärung? von einem jeden den Mut, sich seines eigenen Verstandes zu bedienen.
Der philosophische Autonomiebegriff wurde während und seit der Aufklärung maßgeblich von Kants Moralphilosophie geprägt. Autonomie wird als die Möglichkeit und Aufgabe des Menschen bestimmt, sich selbst als freiheits- und vernunftfähiges Wesen zu bestimmen und entsprechend aus Freiheit nach dem kategorischen Imperativ moralisch zu handeln.
Auch Theodor W. Adorno verwendet den Begriff der Autonomie im Sinn der Kantischen Ethik: „Die einzig wahrhafte Kraft gegen das Prinzip von Auschwitz wäre Autonomie, wenn ich den Kantischen Ausdruck verwenden darf: die Kraft zur Reflexion, zur Selbstbestimmung, zum Nicht-Mitmachen.“

## Autonomie in der Forschung

### Ideengeschichte
Der Altphilologe und Philosoph Karl-Martin Dietz macht einen historischen Ursprung der Autonomie in der Auseinandersetzung der Griechen mit den Persern, vor allem in Anbetracht der Leistungen des Themistokles aus. „Bereits Herodot macht geltend: Freie gehorchen nur den Gesetzen. Und diese Gesetze sind gleich für alle. Die Orientalen hingegen sind den wechselnden Launen ihrer Herrscher unterworfen. Sie können schon deshalb nicht eigenständig denken und handeln.“ Ursprünglich bloß auf Polis und Staat bezogen, barg die Autonomie Einzelner den Keim für die von nun an bahnbrechende innere Freiheit. Die älteste Äußerung von autonomia in Bezug auf eine Person findet sich in Sophokles Antigone: Antigone wurde bestraft. „Ihr Frevel bestand darin, autonomos zu leben, individuell, nach selbstgesetzter Maxime.“

### Physiologie
Als autonomes oder vegetatives Nervensystem wird ein ursprünglich nach funktionellen Gesichtspunkten abgetrennter Teil des zentralen und peripheren Nervensystems bezeichnet, der als Gegenstück und Partner des animalen Nervensystems nicht oder nur teilweise durch den Willen bestimmbar ist. Eine solche bewusste Einflussnahme auf das vegetative System ist mit Hilfe besonderer Techniken möglich wie etwa der des autogenen Trainings oder der Wim-Hof-Methode (siehe auch den nachfolgenden Abschnitt Psychologie). Es handelt sich bei den durch das autonome Nervensystem ausgeführten Steuerungen um solche Schaltvorgänge, die auf der Basis eines einfachen Reflexbogens ablaufen und daher höhere (animalische) Zentren des Nervensystems entlasten.

### Medizinethik
Autonomie gehört zusammen mit Benefizienz (Fürsorge), Non-Malefizienz (Schadensvermeidung) und Gerechtigkeit zu den vier Prinzipien der Medizinethik nach Beauchamp und Childress.

### Psychologie
Die Psychologie betrachtet das Spannungsverhältnis zwischen Fremdbestimmung (Heteronomie) und Selbstbestimmung (Autonomie), wobei die Entwicklungspsychologie die Entwicklung des Kindes thematisiert, das eine „frühe Bindung“ zu (mindestens) einer erwachsenen Person aufbaut, um zu einer Person heranzuwachsen, die autonom Entscheidungen zur Planung und Gestaltung des eigenen Lebens treffen kann.
Für eine sozial eingebundene Person steht eine partielle Fremdbestimmung nicht grundsätzlich im Widerspruch zur Autonomie. Als Anschauungsbeispiel wird unter anderem das eines Orchesters angeführt, in dem verschiedene Musiker als Teil zum Ganzen beitragen. Eine ausgeprägte Selbstbestimmung kann sogar Probleme bereiten, wenn sie als soziale Isolation verstanden wird.
Aufbauend auf der Entwicklungspsychologie, betrachtet die Persönlichkeitspsychologie das Spannungsverhältnis zwischen Autonomie und Bindung. Danach handelt es sich um zwei menschliche Grundimpulse, die die Persönlichkeit einem dauerhaften Konflikt zwischen Nähe und Distanz aussetzen. Die tiefenpsychologischen Ursachen und Auswirkungen dieser beiden gegensätzlichen menschlichen Strebungen (psychologische Antinomie) auf die Persönlichkeit wurden detailliert vom Psychoanalytiker Fritz Riemann in seinem Klassiker Grundformen der Angst (1961) untersucht. Danach können beide Grundbedürfnisse aufgrund früher Erfahrungen als angstbehaftet vom Individuum erlebt werden. Riemann nennt die Angst vor der Selbstwerdung („Eigendrehung“) als maßgeblich für ein überwertiges Bindungsbedürfnis. Demgegenüber führt die Angst vor der Selbsthingabe (Abhängigkeit) zu einer starken Ausprägung des Autonomiestrebens. Entsprechende Einseitigkeiten haben maßgeblichen Einfluss auf die Persönlichkeitsstruktur und finden sich auch in psychologischen Typologien wieder.
In der von Deci und Ryan (2000, 2008) begründeten Selbstbestimmungstheorie (SDT) nimmt der Begriff Autonomie eine zentrale Stelle ein. Aus Sicht dieser Theorie gehört Autonomie zusammen mit Kompetenz und sozialer Eingebundenheit zu den drei universalen psychologischen Grundbedürfnissen, die für die Qualität von Verhalten sowie damit verbundenem Wohlbefinden von Bedeutung seien. Diese Grundbedürfnisse haben sich im Laufe der Evolutionsgeschichte der Menschheit als diejenigen Mechanismen herausgebildet, mit denen der Einzelne sich am besten an die Anforderungen seines sozialen und physikalischen Umfeldes anpassen kann. Das Bedürfnis nach Autonomie beschreibt dabei die tief im Organismus verwurzelte Tendenz zur Selbstregulation der eigenen Handlungen und Kohärenz seiner Verhaltensziele.
Zur Beschreibung von Verhalten dient in der Selbstbestimmungstheorie ein Motivationsbegriff, der als Kenngrößen nicht nur die Motivationsstärke, sondern daneben auch den, ebenfalls als Kontinuum verstandenen, Autonomiegrad besitzt. Dieser erstreckt sich von fremd reguliertem Verhalten, beispielsweise durch äußere Belohnungen oder Zwang, über nur eingeschränkt internalisierte Regulierung, etwa durch Vermeidung von Schuldgefühlen oder Angst, bis hin zu autonomer Motivation, bei der das Verhalten vollständig in das Selbstgefühl integriert ist. Im Vergleich zu einem fremd regulierten Verhalten gleicher Motivationsstärke ist autonom reguliertes Verhalten durch größere Effizienz, insbesondere in Bezug auf Problemlöseverhalten und Durchhaltevermögen, durch größeres Wohlbefinden sowie bessere Integrationsfähigkeit in das eigene Selbst gekennzeichnet.

### Soziologie
Max Weber gibt folgende soziologisch ansetzende Bestimmung:

„Autonomie bedeutet, daß nicht, wie bei Heteronomie, die Ordnung des Verbands durch Außenstehende gesetzt wird, sondern durch Verbandsgenossen kraft dieser ihrer Qualität (gleichviel wie sie im übrigen erfolgt).“

Die Soziologie greift Themen der Autonomie vor dem Hintergrund der Dissoziation in der Arbeitswelt wieder auf. Die Unterscheidung zwischen autonomen Vollbeschäftigten und auf eine zugestandene verbleibende Teilautonomie beschränkten Arbeitslosen erfordert eine Erneuerung der Sichten auf den Autonomiebegriff in Gesellschaften unter Einbeziehen der individuellen Perspektiven wie der Gruppenperspektiven.
Autonomie ist ein Schlüsselbegriff für das Verständnis einer normativen Verfassung ebenso wie der institutionellen Funktionsweise der Moderne als sozialer Formation. Das bedeutet einerseits, dass die Moderne im Gegensatz zu früheren Epochen nicht denkbar ist ohne den Anspruch, dass Subjekte ihr Leben selbstbestimmt leben können. Andererseits seien moderne Institutionen funktional darauf angewiesen, dass sich Subjekte aus freien Stücken ihren Anforderungen stellen.

### Pädagogik
Erziehung und Sozialisation haben nicht zuletzt das Ziel, dem Heranwachsenden die Emanzipation von den ihn Erziehenden zu ermöglichen, so dass er ein Leben in Unabhängigkeit und Freiheit führen kann. Dieses Ziel muss nicht zwangsläufig erreicht werden. Der Erziehungsprozess kann vielmehr so strukturiert sein, dass er das Ziel (weitgehend) verfehlt. P. Köck und H. Ott betonen, dass die „autonome Erziehung“ die „Unabhängigkeit des Kindes von gesellschaftlichen Einflüssen“ anstrebt. Der Erziehende habe lediglich die Funktion, „negative Einflüsse der Umwelt“ vom Kind fernzuhalten. Letzteres ist eine eingeengte Sicht des Sachverhalts, wenn man bedenkt, dass zuerst einmal die Autonomie gegenüber Eltern erreicht werden muss.
- Mangelnde Autonomie eines jungen Erwachsenen kann auf einem (früheren) Beziehungsproblem mit den Erziehenden beruhen.
- Es kann auch am situativen Kontext liegen, der Autonomie grundsätzlich be- oder verhindert. Dazu könnten auch gesellschaftliche Zwänge oder Einengungen zählen (ökonomische Situation, Notsituation usw.). Der (psychische) Druck der Situation auf das Individuum kann eine Autonomie erschweren oder unmöglich machen.
- Auch mangelnde Fähigkeiten (des Erzogenen) können dazu führen, dass Autonomie nicht gewollt bzw. nicht angestrebt wird. (Die Abhängigkeit von Erziehenden mag z. B. bequemer sein als eine Selbständigkeit, die die letzten intellektuellen und emotionalen Reserven fordert.)

Gesellschaftliche und politische Verantwortungsübernahme ist daran geknüpft, dass die Mitglieder einer sozialen Gruppe oder Gesellschaft die Möglichkeit zum autonomen Handeln besitzen.
Aus diesen Gründen werfen Erziehungsprozesse fortwährend die Frage auf, durch welche Erziehungsmethoden die Bildung einer autonomen Persönlichkeit gefördert werden kann. Dies muss eine der zentralen Fragestellungen der am Erziehungsprozess beteiligten Personen sein.
Weitgehend besteht Einverständnis darüber, dass in der Erziehung zu rigide lenkende Methoden ungeeignet sind, wobei der Teufel im Detail liegt: Wie viel Lenkung ist in Erziehungsprozessen notwendig? Wie viel Lenkung darf im Sinne der Autonomie realisiert werden? Wie viel Selbstständigkeit (Autonomie) ist z. B. in Gruppen möglich und akzeptabel?
Andererseits ist auch eindeutig, dass extreme Gängelung und Unselbstständigkeit in der Erziehung Abhängigkeiten schaffen, die die Entstehung von Autonomie verhindern.
Letztendlich kann Autonomie im Sinne der Pädagogik nur durch denjenigen erarbeitet oder erstritten werden, der sie will oder wünscht. Insofern spielt die Eigendynamik des Betroffenen (Entwicklungspsychologie und R. Oerter, L. Montada, 2002) beim Erreichen der Autonomie eine bedeutende Rolle. Ein Kind oder Jugendlicher ohne eine ausgeprägte Vorstellung von Autonomie dürfte es schwer haben, sich von den Erziehungspersonen zu emanzipieren.
Auch der verantwortungsvollste Erzieher hat zur Autonomie des Zöglings ein zwiespältiges Verhältnis, da die faktische Autonomie des Heranwachsenden emotional als Verlust und rational als Gefährdung des Kindes bewertet werden kann, ganz abgesehen von den Risiken, die sich aus den ersten Erfahrungen mit Autonomie für das Kind oder den Jugendlichen ergeben können (siehe dazu: Mehrdeutigkeit).

### Reproduktionsmedizin
Im Kontext der Reproduktionsmedizin steht der Begriff der „reproduktiven Autonomie“ für die Möglichkeit von Frauen, selbstbestimmt Entscheide über ihre eigene Fortpflanzung zu treffen, etwa über die Schwangerschaft und Geburt. Wer in der bioethischen Diskussion über die Möglichkeiten der Reproduktionsmedizin die Position der reproduktiven Autonomie vertritt, stellt sich gegen gesetzgeberische oder ethische Ansprüche, das Fortpflanzungsverhalten der Menschen zu steuern oder zu regeln.

## Autonomie des Einzelnen in der Bundesrepublik Deutschland
In einem Zustand der Selbstbestimmung befindet sich in der Bundesrepublik Deutschland jeder einzelne Mensch. Soweit er nicht die Rechte anderer verletzt und nicht gegen die verfassungsmäßige Ordnung oder das Sittengesetz verstößt, darf hier jeder sein Verhalten selbst bestimmen. Dieses Prinzip der Selbstbestimmung des Einzelnen ist der Rechtsordnung durch die Grundrechte vorgegeben und in der Rechtsordnung zu verwirklichen. Teil des allgemeinen Prinzips der Selbstbestimmung des Menschen ist das Prinzip der Selbstgestaltung der Rechtsverhältnisse durch den Einzelnen nach seinem Willen (Privatautonomie).
Im Unterschied zu totalitären Regimen ist in den westlichen Demokratien die individuelle Selbstbestimmung nicht eine Autonomie, die dem Einzelnen vom Staat gewährt wird, sondern die Freiheit, die sich der Einzelne vorbehält, indem er auf sein Naturrecht (Recht des Stärkeren) zu Gunsten eines geordneten Zusammenlebens in Gemeinschaft freiwillig verzichtet. Der Wesensgehalt individueller Freiheit ist in Deutschland demzufolge einer Beschränkung durch den Staat entzogen. Der Einzelne ist insoweit autonom.
Eine besondere Herausforderung stellt es dar, den Wesensgehalt individueller Freiheit in Zeiten einer Pandemie mit einer möglichen Gefahr für das Leben und die körperliche Unversehrtheit vieler Mitmenschen zu bestimmen. Hier ist sehr genau hinzusehen wann, ob und wie individuelle Freiheit und speziell die autonome Entscheidung in Bezug auf den eigenen Körper eingeschränkt werden darf. Es braucht eine offene, von diversen Experten geführte Diskussion, transparente Forschungslage und objektive, statistisch belegte Zahlen, damit die Autonomie der eigenen Entscheidung unter allen Umständen gewahrt bleibt.